# Mijaíl Igolnikov
Mijaíl Serguéyevich Igolnikov –en ruso, Михаил Сергеевич Игольников– (Tuapsé, 15 de octubre de 1996) es un deportista ruso que compite en judo.
Ganó tres medallas en el Campeonato Europeo de Judo entre los años 2018 y 2021, en la categoría de –90 kg.

## Palmarés internacional
| Campeonato Europeo | Campeonato Europeo      | Campeonato Europeo | Campeonato Europeo |
| Año                | Lugar                   | Medalla            | Categoría          |
| ------------------ | ----------------------- | ------------------ | ------------------ |
| 2018               | Tel Aviv (Israel)       | Medalla de oro     | –90 kg             |
| 2020               | Praga (República Checa) | Medalla de oro     | –90 kg             |
| 2021               | Lisboa (Portugal)       | Medalla de bronce  | –90 kg             |